# Aeropuerto de Waskaganish
El Aeropuerto de Waskaganish (del inglés: Waskaganish Airport) (IATA: YKQ, OACI: CYKQ) está ubicado cercano a Waskaganish, Quebec, Canadá. 

## Aerolíneas y destinos
- Air Creebec
  - Montreal / Aeropuerto Internacional de Montreal-Trudeau
  - Moosonee / Aeropuerto de Moosonee
  - Peawanuck / Aeropuerto de Peawanuck
  - Chisasibi / Aeropuerto de Chisasibi